# La Navarraise
La Navarraise é uma ópera em dois atos de Jules Massenet com libreto francês de Jules Claretie e Henri Cain. A estreia foi realizada no Covent Garden em Londres, em 2 de junho de 1894, com Emma Calvé no papel titular.
La Navarraise é ligado ao verismo italiano e foi muito popular, muitas vezes sendo realizada em conjunto com a Cavalleria rusticana de Mascagni. Sua popularidade diminuiu desde o início do século XX. Tem sido realizada sobretudo na década de 1970 com Marilyn Horne e Plácido Domingo.
| Papel      | Voz           | Estreia, 2 de junho, 1894 (Maestro: -) |
| ---------- | ------------- | -------------------------------------- |
| Anita      | mezzo-soprano |                                        |
| Araquil    | tenor         |                                        |
| Garrido    | barítono      |                                        |
| Remigio    | baixo         |                                        |
| Ramon      | tenor         |                                        |
| Bustamente | barítono      |                                        |